# Oxacis subfusca
Oxacis subfusca är en skalbaggsart som beskrevs av Horn 1896. Oxacis subfusca ingår i släktet Oxacis och familjen blombaggar. Inga underarter finns listade i Catalogue of Life.